# Renata Sozzi
Renata Sozzi (Guarulhos, 1990), é uma modelo brasileira. Trabalhou para as grifes Louis Vuitton, Calvin Klein, Benetton e Vogue-teen norte-americana. Em 2010, tornou-se integrante do seleto time de "Angels" da Victoria's Secret.